# Holcopasites jerryrozeni
Holcopasites jerryrozeni là một loài Hymenoptera trong họ Apidae. Loài này được Neff mô tả khoa học năm 2004.